# The Prince of Wales and the New Electric Tramway
The Prince of Wales and the New Electric Tramway è un cortometraggio muto del 1903. Il nome del regista non viene riportato nei credit del film né vi appare quello di un operatore.
Dal 1899, il London County Council, il principale organo di governo locale della contea di Londra, acquisì e gestì i tram in tutta la contea, provvedendo alla loro elettrificazione a partire dal 1903.

## Produzione
Il film fu prodotto dalla Hepworth.

## Distribuzione
Distribuito dalla Hepworth, il documentario - un cortometraggio della lunghezza di 15,2 metri - presumibilmente uscì nelle sale cinematografiche britanniche nel 1903.
Non si hanno altre notizie del film che si ritiene perduto, forse distrutto nel 1924 quando il produttore Cecil M. Hepworth, ormai fallito, cercò di recuperare l'argento del nitrato fondendo le pellicole.